# Melpomene pennellii
Melpomene pennellii är en stensöteväxtart som först beskrevs av Edwin Bingham Copeland, och fick sitt nu gällande namn av Alan Reid Smith och R. C. Moran. Melpomene pennellii ingår i släktet Melpomene och familjen Polypodiaceae. Inga underarter finns listade.